# 울릉서중학교
울릉서중학교(鬱陵西中學校)는 경상북도 울릉군 서면 남서리에 있었던 공립 중학교이다.

## 학교 연혁
- 1968년 11월 21일 : 울릉중학교 서면분교 3학급 인가
- 1969년 3월 10일 : 신입생 입학식 거행
- 1969년 4월 27일 : 개교식 거행
- 1972년 1월 31일 : 울릉중학교 서면분교 제1회 졸업
- 1972년 12월 26일 : 울릉서중학교 6학급 인가
- 1974년 1월 31일 : 울릉서중학교 제1회 졸업
- 1989년 12월 14일 : 본관 2층 증축(교실 3)
- 2006년 11월 1일 : 후관 특별실 준공(다목적실, 음악실, 가사실, 과학실, 보건실)
- 2019년 1월 4일 : 제48회 졸업식(남 3명, 여 2명) 총계 1,420명(남 765명, 여 655명)
- 2019년 3월 1일 : 제36대 박천익 교장 취임
- 2019년 3월 4일 : 제51회 입학식(남 1명)
- 2020년 2월 29일 : 폐교 및 울릉중학교와 통합[1], 51년만에 폐업

## 참고 자료
- 울릉서중학교 - 한국교육학술정보원 학교알리미